# Camp Bondsteel
Camp Bondsteel es la principal base militar del Ejército de los Estados Unidos bajo mando de KFOR ubicada en Kosovo, considerada la base estadounidense más grande del mundo creada desde cero desde la guerra de Vietnam fuera de territorio estadounidense. Situada cerca de Uroševac, en la parte oriental de Kosovo, la base sirve como sede de la OTAN y del Grupo Este de KFOR. Lleva el nombre del sargento James Leroy Bondsteel, condecorado con la Medalla de Honor del Ejército de los Estados Unidos en la guerra de Vietnam.
Camp Bondsteel fue construida por el 94.º Batallón de Ingenieros, de la 568 Compañía de Ingenieros de Soporte en Combate en colaboración con la empresa Brown & Root Services, que también es la principal contratista del mantenimiento del campamento, bajo la dirección del Cuerpo de Ingenieros del Ejército. El campamento está construido principalmente de madera, está rodeado por un muro de 2,5 m de alto y ocupa 955 acres (3,86 km²) de terreno. Para construir la base, fueron destruidos dos cerros, y el valle existente entre ellos fue rellenado. En agosto de 1999, se habilitaron 52 helipuertos en el perímetro sur de la instalación para facilitar su acceso en helicóptero.

## Características
En junio de 1999, inmediatamente después del bombardeo de la OTAN sobre Yugoslavia, las fuerzas de EE. UU. se incautaron de 1000 hectáreas de tierras de cultivo junto a Uroševac, cerca de la frontera con Macedonia, comenzando la construcción del campamento, integrado en una red de bases estadounidenses a ambos lados de la frontera entre Kosovo y Macedonia. En menos de tres años fue transformado de un campamento de tiendas de campaña en una base autosuficiente de alta tecnología habitada por unos 7.000 soldados, las tres cuartas partes del total de tropas estadounidenses estacionadas en Kosovo.
La base es recorrida por 25 km de carreteras y alberga más de 300 edificios. Está rodeada por 14 km de barreras de tierra y hormigón, 84 km de alambre de espino y 11 torres de vigilancia. Unos 55 helicópteros, entre Black Hawk y Apache, tienen base en Bondsteel, y aunque no tiene pista de aterrizaje para aviones, su ubicación permite la posibilidad de su construcción. Existen proyectos para que en un futuro sustituya en sus funciones a la Base Aérea de Aviano, en Italia.

## Función

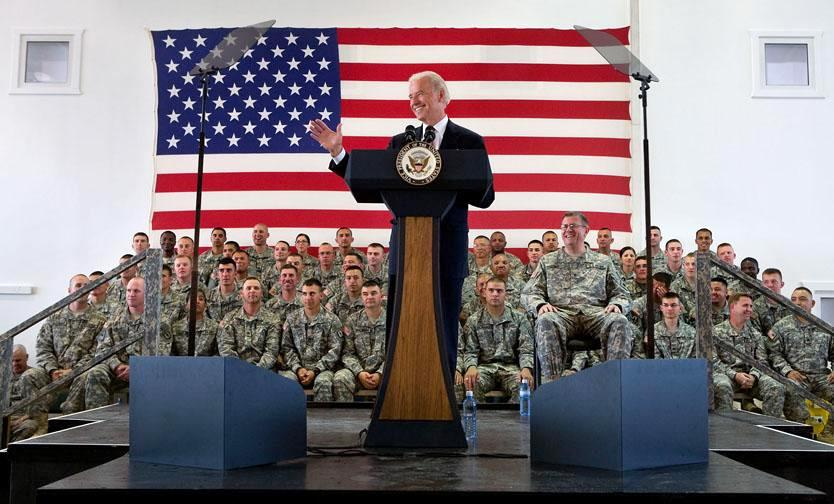
El vicepresidente estadounidense Joe Biden durante una visita a Camp Bondsteel, en mayo de 2009.

A pesar de que la instalación fue creada con motivo de la intervención directa de la OTAN en la guerra de Kosovo con el pretexto de proteger a la población civil, en los últimos tiempos ha ganado peso la teoría de que Camp Bondsteel fue creado en beneficio de los intereses geoestratégicos de los Estados Unidos en los Balcanes. Antes del conflicto kosovar, The Washington Post había advertido que "con Oriente Medio cada vez más frágil, necesitaremos bases y derechos de vuelo sobre los Balcanes para proteger el petróleo del mar Caspio".
La base se encuentra ubicada una zona de elevado interés estratégico, próxima a Oriente Medio, el Cáucaso y Rusia, y permite el control sobre los oleoductos y corredores energéticos vitales, como el oleoducto Trans-Balcanes, donde multinacionales norteamericanas como Halliburton Oil tienen destacada presencia.

## Controversias
Desde distintos medios se ha denunciado que, desde la construcción de la base, y en el marco de la Guerra de Kosovo, se intensificó la actividad criminal de la organización terrorista Ejército de Liberación de Kosovo (UÇK). Según algunos observadores, el UÇK actuó con una impunidad casi total en el sector controlado por Estados Unidos a pesar de la alta tecnología de las instalaciones de inteligencia militar en Bondsteel.
En 2002, se denunció que Camp Bondsteel era utilizada por el ejército estadounidense como campo de detención ilegal alternativo al campo de Guantánamo, por lo que fue inspeccionada por el Comisario de Derechos Humanos de la Unión Europea, Álvaro Gil-Robles, quien comprobó su existencia y solicitó a las autoridades su desmantelamiento.